# Bantarkalong (Warung Kiara)
Bantarkalong is een bestuurslaag in het regentschap Sukabumi van de provincie West-Java, Indonesië. Bantarkalong telt 7973 inwoners (volkstelling 2010).